# Рочестерський університет
Рочестерський університет (англ. University of Rochester) — приватний дослідницький університет США, розташований у Рочестері, штат Нью-Йорк. До складу університету входять 6 шкіл, в тому числі престижна Істменівська школа музики.
Університет було засновано 1850 року і з тих пір він має значні успіхи у дослідженнях і в освіті, підготував безліч видатних випускників, серед яких 8 лауреатів Нобелівської премії і 23 — Пулітцерівської премії, 19 лауреатів стипендії Гуггенхайма, 7 лауреатів програми Фулбрайта, 2 стипендії Голдвотера, 1 стипендії фонду Білла та Мелінди Гейтс та 2 стипендії Маршалла. Випускники Рочестерського університету складають майже чверть вчених, які консультують НАСА з питань модифікації та підготовки до запуску космічного телескопа «Джеймс Вебб», який має замінити телескоп «Габбл».
У 2010 році університет Рочестера зайняв 37-му позицію у рейтингу «Національні університети» видання U.S. News & World Report, а також 82-гу позицію в Академічному рейтингу університетів світу.

## Історія
З 1819 року у містечку Гамільтон, штат Нью-Йорк, працював Університет Колгейта, заснований баптистами, з 1848 року відомий як Університет Медісона. Тоді ж ними було заплановано створення навчального закладу у Рочестері й уже 31 січня 1850 року засновники нового університету отримали свій статут, виданий регентами Університету штату Нью-Йорк. Заняття розпочались у листопаді, було зараховано 60 студентів, в тому числі 28 переведених з університету Медісона.
Первинно кампус університету знаходився у центрі міста Рочестер, а у 1853 році переїхав до східної частини передмістя. Місцевий бізнесмен і член палати представників Азарія Буді пожертвував 3,2 га землі для нового кампусу та ще 6,9 га університет у нього викупив. Тут і розміщувався основний кампус до будівництва нового комплексу будівель у 1930 році.

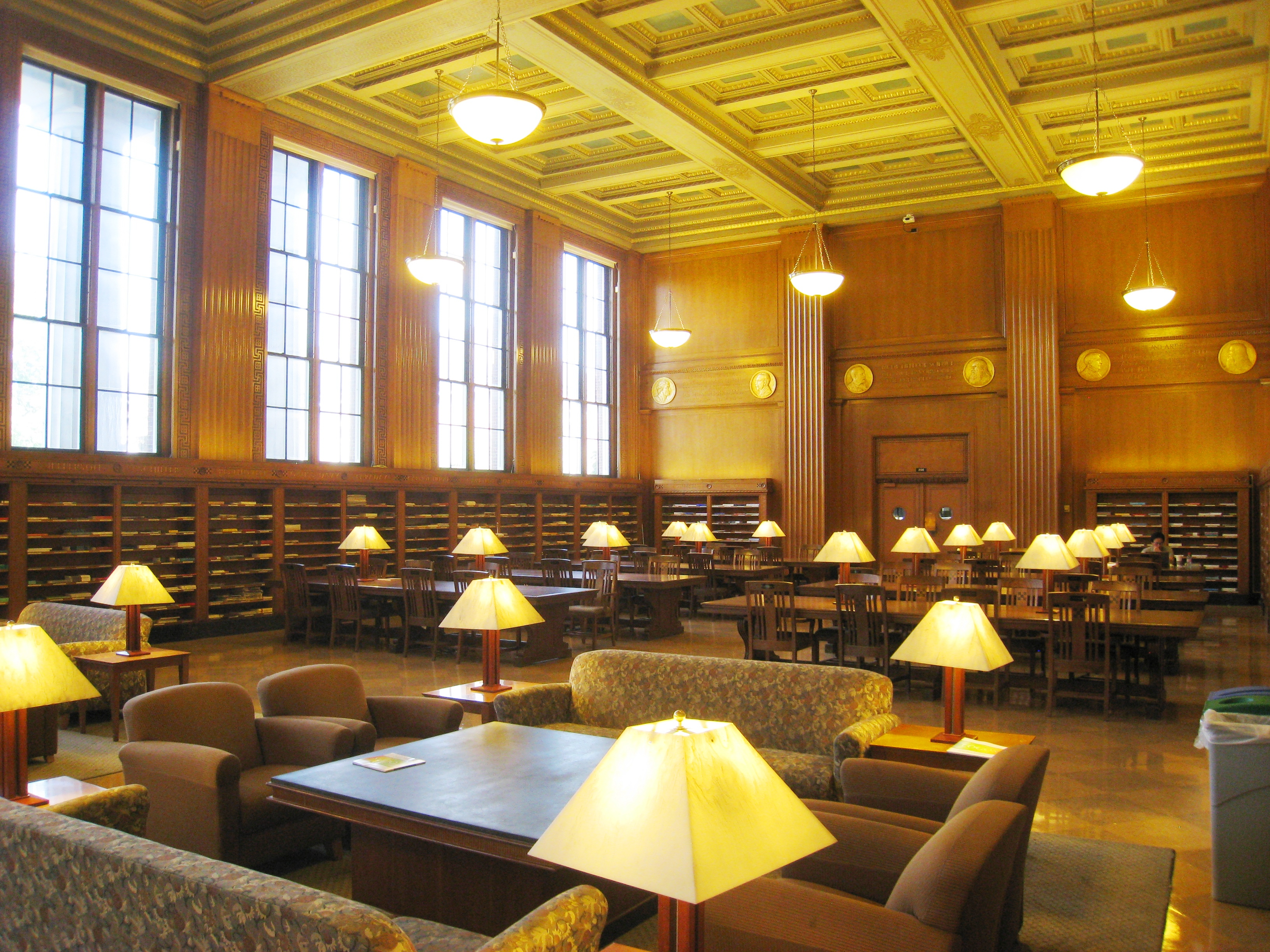
Читацька зала бібліотеки імені Бенджаміна Раша Різа

У 1900 році на перший курс університету було вперше зараховано дівчину, що стало результатом зусиль Сьюзен Ентоні та Гелен Монтгомері. У 1890-х роках жінки перебували у класах та лабораторіях тільки як гості. Першою студенткою стала Гелен Вілкінсон, якій президент університету Девід Гілл дозволив вступити до навчального закладу на тих самих умовах, що й решті студентів. Загалом у 1900 році було зараховано 33 жінки, а у 1901 році було надано перший вчений ступінь, ця честь випала Еллі Вілкоксен. Після завершення будівництва нового кампусу, туди переїхали студенти, а у старому кампусі продовжували навчатись студентки, аж до 1955 року.
Невеликого зростання університет зазнав у 1900—1935 роках, коли ним керував Бенджамін Різ. За цей період Джордж Істмен та Ед Нортон — основні спонсори, пожертвували університету понад 50 мільйонів доларів.
У 1958 році були створені 3 нові школи: інженерна, управління бізнесом і вища школа освіти.
У 1995 році президент університету Томас Джексон оголосив про початок реалізації плану зі зміни умов прийому та значного перегляду навчального плану.

## Кампус

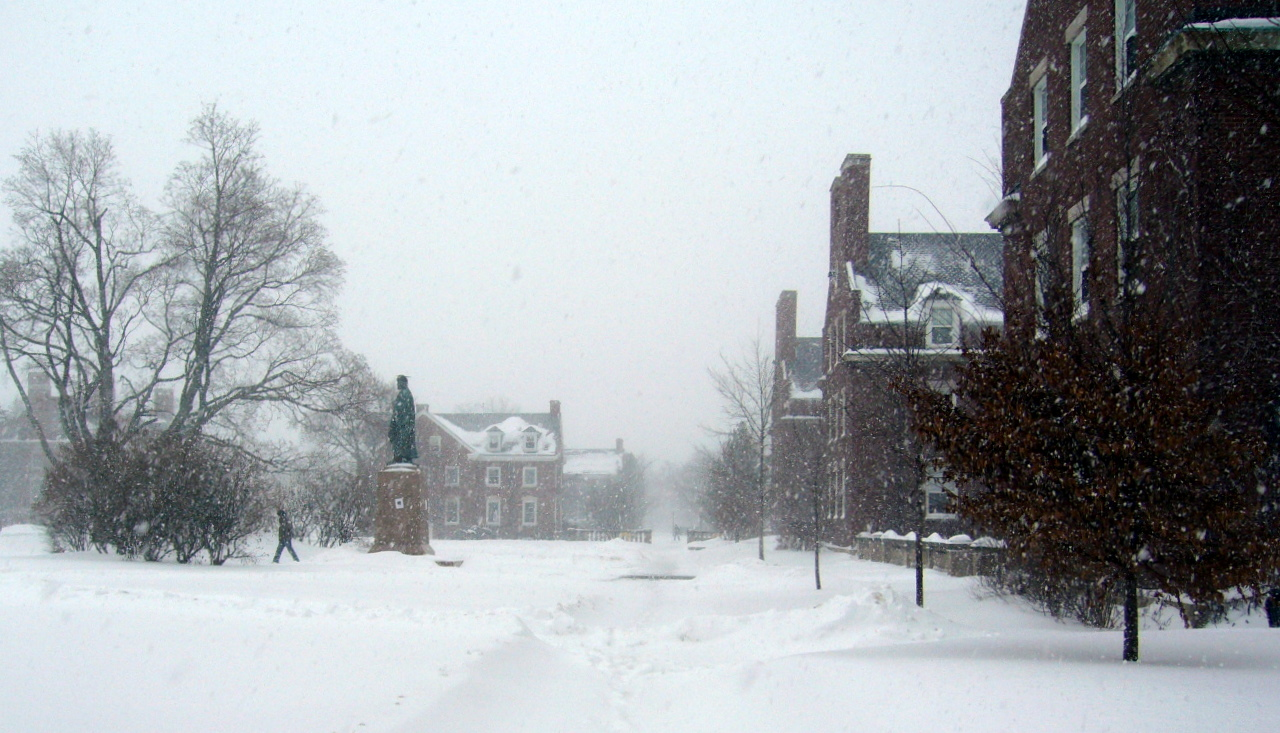
Кампус університету взимку 2007 року

Основний комплекс будівель університету — Рівер Кампус, розташований у долині річки Джинесі, близько 3 км на південь від центру міста та займає площу приблизно у 81 га, межує з громадським парком, розташованим уздовж східного берега річки. Тут розташовані навчальні корпуси й адміністрація Рочестерського університету.
Будівництво кампусу було завершено у 1930 році, багато будівель було оформлено у грецькому стилі доби відродження. Бібліотека, названа на честь президента Раша Різа, вважається неофіційним символом університету, а також саме тут знаходиться карільйон Гопмана, найбільший карільйон у штаті Нью-Йорк, що налічує 50 дзвонів.
Упродовж кількох останніх десятиліть були зведені нові будівлі, в тому числі Меліора Голл (1972), Гойт Голл (1962), Гаркнесс Голл (1946), Інженерний комплекс Гопмана (1963). У південній частині кампусу розташувались наукові будівлі: Гатчісон Голл (1972), Гілан Білдінг (1971), комп'ютерний центр і бібліотека Карлсона (1987), Вілмот Білдінг (1961) і Роберт Джорджен Голл — комплекс біомедичної інженерії та оптики (2007).
Багато навчальних корпусів, в тому числі бібліотека Раша Різа пов'язані мережею тунелів, які інтенсивно застосовуються у негоду. Більшість будівель та приміщень загального користування також пов'язані мережею Wi-Fi з доступом в інтернет.

### Медичний центр університету
Медичний центра Рочестерського університету (URMC) слугує основним кампусом для медичної освіти й досліджень, а також має палати для прийому пацієнтів. Центр розташований у безпосередній близькості від Рівер Кампусу, тут розміщені школа медицини і стоматології, центр медичних досліджень Артура Корнберга, школа медсестер, центр досліджень раку, інститут медико-біологічних наук.

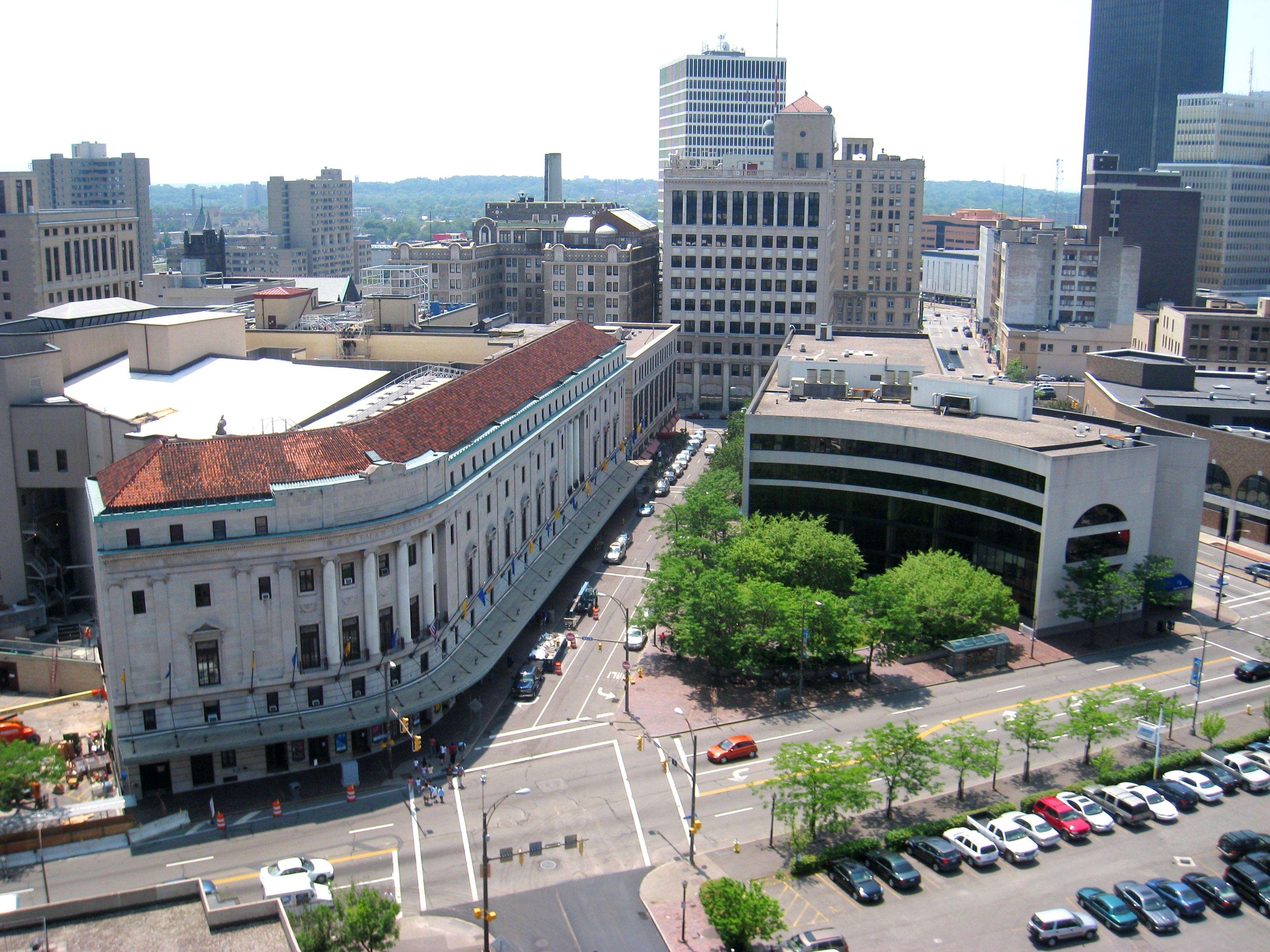
Істменівська школа музики

### Істменівська школа музики
Істменівська школа музики знаходиться у центрі міста Рочестер. До складу кампусу входять гуртожитки для студентів, класи й аудиторії, Істменівський театр, концертна зала на 3094 місць, в якій також виступає Рочестерський філармонічний оркестр. Окрім того тут знаходяться бібліотека музики Сіблі, найбільша у Північній Америці, а також найбільша приватна колекція нот.

## Випускники й викладачі
У Рочестерському університеті працювало багато відомих вчених, нобелівські лауреати, випускники університету досягли значних успіхів і стали знаменитими економістами, політиками, вченими, музикантами.

### Викладачі
- Джордж Віпл — американський лікар, вчений у галузі біомедичних досліджень, лауреат Нобелівської премії з фізіології та медицини у 1934 році.
- Генрік Дам — данський біохімік та фізіолог, лауреат Нобелівської премії з фізіології та медицини у 1943 році.
- Роберт Фогель — американський економіст, лауреат Нобелівської премії з економіки у 1993 році.
- Ерік Кендел — американський психіатр, нейробіолог і професор біохімії, лауреат Нобелівської премії з фізіології та медицини у 2000 році.
- Стівен Ландсбург — американський економіст.
- Лайонел Маккензі — американський економіст.

### Випускники
- Вінсент дю Віньо — американський біохімік, лауреат Нобелівської премії з хімії у 1955 році.

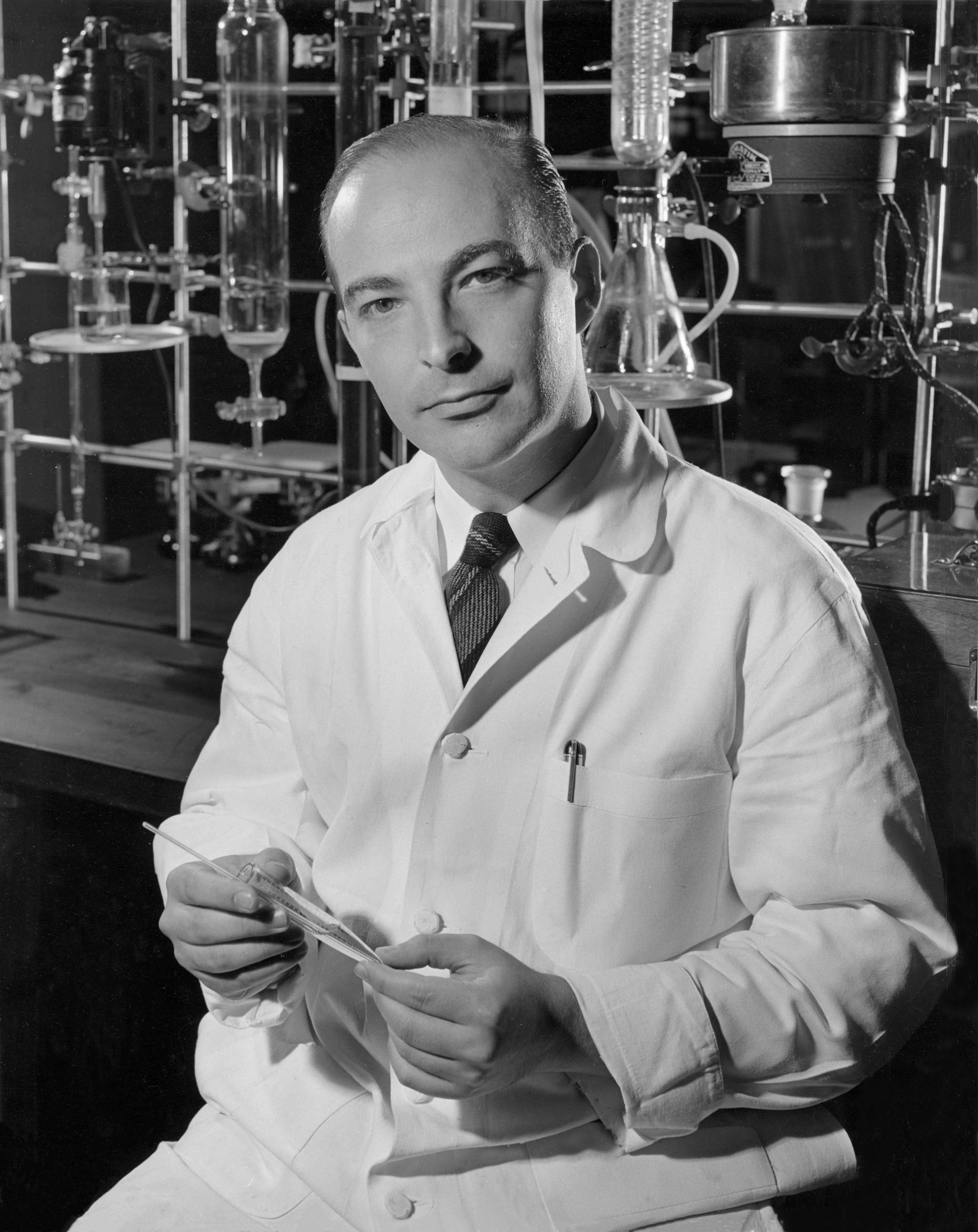
Артур Корнберг — американський біохімік, член Національної академії наук США, лауреат Нобелівської премії з фізіології та медицини у 1959 році.
- Карлтон Гайдушек — американський педіатр і вірусолог, лауреат Нобелівської премії з фізіології та медицини у 1976 році.
- Стівен Чу — американський фізик-експериментатор, лауреат Нобелівської премії з фізики у 1997 році, міністр енергетики США з 2009 року.
- Стівен Коткін — американський історик, академік і автор.
- Масатосі Косіба — японський фізик, лауреат Нобелівської премії з фізики за 2002 рік.
- Г'юго Зонненшайн — американський економіст, автор багатьох статей і публікацій.
- Річард Талер — американський економіст.
- Кеннет Френч — американський економіст.
- Рон Картер — американський джазовий контрабасист.
- Рене Флемінг — американська оперна співачка, яку називають «золотим стандартом сопрано».
- Роберт Форстер — американський актор, номінант на премію Оскар у 1998 році.
- Тоні Левін — видатний бас-гітарист, стікіст.
- Роберт Діккі — американський фізик, член Національної академії наук США з 1967 року.
- Кеннет Френч — американський економіст.
- Едвард Гібсон — американський інженер і астронавт НАСА.
- Брюс Шнайєр — американський криптограф, письменник і спеціаліст з комп'ютерної безпеки.
- Джордж Сударшан — відомий американський фізик-теоретик індійського походження.
- Аветис Теванян — один з головних розробників Apple Mac OS X, який працював в Apple з лютого 1997 року.
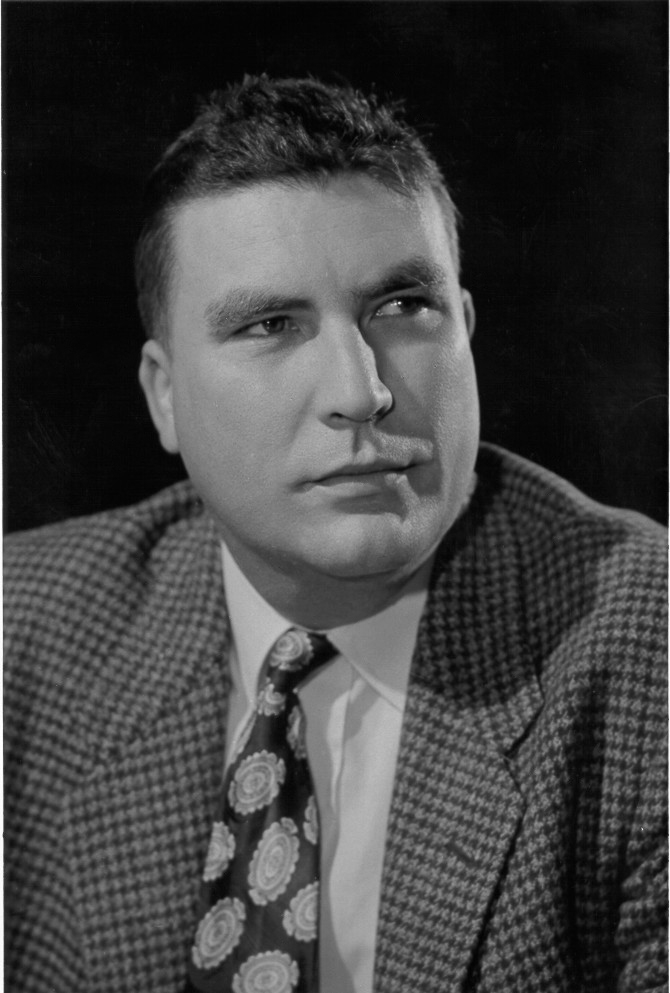
Герберт Йорк — американський фізик-ядерник, брав участь у створенні атомної бомби.
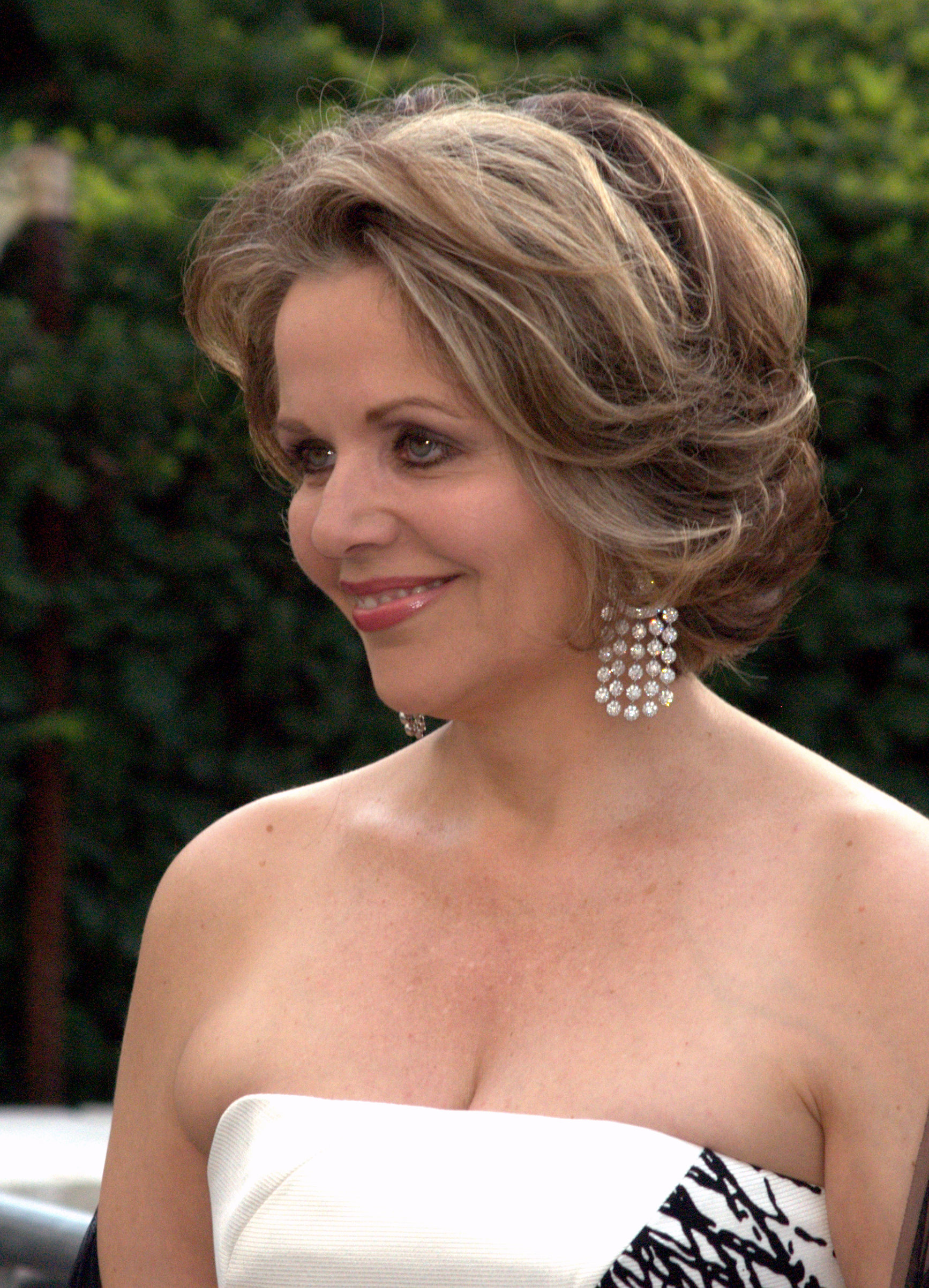
Рене Флемінг
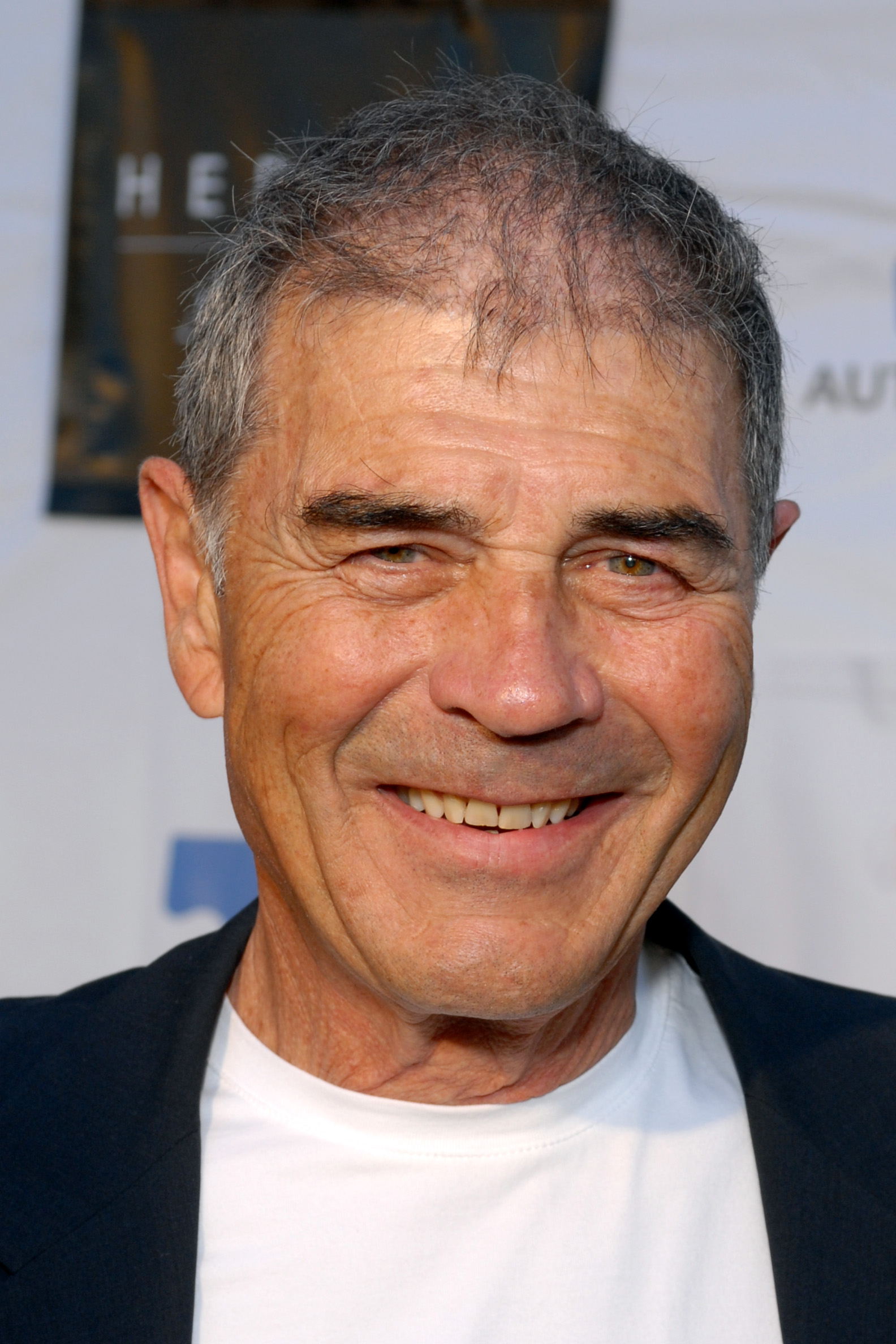
Роберт Форстер
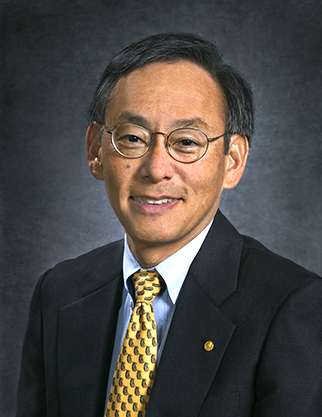
Стівен Чу

- Артур Корнберг
- Герберт Йорк
- Рене Флемінг
- Роберт Форстер
- Стівен Чу